# Prionacalus woytkowskii
Prionacalus woytkowskii là một loài bọ cánh cứng thuộc họ Xén tóc.